# Дело против Бруклина
«Дело против Бруклина» (англ. The Case Against Brooklyn) — фильм нуар режиссёра Пола Уэндкоса, который вышел на экраны в 1958 году.
Сценарий фильма основан на статье в журнале True под названием «Я раскрыл бруклинский скандал со взяточничеством» (англ. I Broke the Brooklyn Graft Scandal), которую написал криминальный репортёр Эд Рид (англ.  Ed Reid). Фильм рассказывает о борьбе властей с нелегальным букмекерским синдикатом, который действовал в Бруклине, пользуясь зашитой группы коррумпированных полицейских. Окружной прокурор Норрис (Тол Эйвери) проводит секретную операцию, поручая раскрыть имена главарей синдиката и коррумпированных полицейских молодому выпускнику полицейской академии Питу Харрису (Даррен Макгейвин). Работая под прикрытием, Пит знакомится с Лил Поломбо (Маргарет Хейз), вдовой одного из игроков, мужа которой убили за долги. Пит начинает ухаживать за Лил, и, используя её знакомства, выходит на букмекерскую точку синдиката, что позволяет получить нужный материал. Однако в ходе операции от пули бандитов гибнет друг и коллега Пита, а от организованного синдикатом взрыва гибнет его жена. Тем не менее, в итоге Питу удаётся вычислить руководителей преступной организации и с помощью коллег обезвредить их.
Хотя фильм и не привлёк к себе особого внимания зрителей, современные критики дают ему достаточно высокую оценку как одному из грамотных нуарных полицейских процедуралов своего времени в духе таких фильмов, как «Агенты казначейства» (1947), «Обнажённый город» (1948) и «Сильная жара» (1953).

## Сюжет
В нью-йоркском Бруклине владелец автопарковки Гас Поломбо (Джо Де Сантис) приходит к управляющему подпольным букмекерским клубом Финелли (Нестор Пайва), умоляя об отсрочке долга в 5800 долларов, который образовался у него в результате неудачных ставок на скачках. Когда Финелли отказывает ему, погрязший в долгах, возмущённый Гас уходит. После этого Финелли встречается с членом гангстерского синдиката Руди Франклином (Уоррен Стивенс), сообщая о проблемах с Гасом. Руди для прикрытия работает курьером прачечной, а на деле осуществляет доставку денег от букмекерских точек главарю синдиката, и, кроме того, обеспечивает передачу денег коррумпированным полицейским. Вечером на автопарковке к Гасу подходит Руди с двумя крепкими мужчинами, которые жестоко избивают его. Когда на парковку заезжает Лил Поломбо (Маргарет Хейз), жена Гаса, бандиты скрываются, а Руди предупреждает Гаса, чтобы тот помалкивал о том, что произошло. Подойдя к Лил, с которой знаком, Руди делает вид, что только что увидел бедного Гаса. Он утешает Лил, говоря, что Гаса, видимо, избили хулиганы. Придя в себя, Гас ничего не говорит жене, однако не видит выхода из своей ситуации с долгами. Имея на руках договор о двойной страховке жизни, Гас решает покончить жизнь самоубийством, имитировав гибель в результате несчастного случае, что позволит жене получить страховку в полном объёме. На грузовике он выезжает на вершину холма, откуда направляет машину с крутого склона, погибая в аварии.
Вскоре по телевидению предают программу, в которой журналист Эд Рид выступает с разоблачением деятельности нелегального букмекерского синдиката в Бруклине, утверждая, что его деятельность не достигла бы таких масштабов, если бы у него не было своих людей в полиции. Просмотрев программу вместе с руководителями полицейского управления, окружной прокурор Майкл У. Норрис (Тол Эйвери) поручает создать группу из незамешанных в коррупции офицеров, которая уничтожила бы незаконный букмекерский бизнес. Чтобы избежать участия в деле коррумпированных полицейских, Норрис предлагает задействовать молодых выпускников полицейской академии. Прокурор подбирает группу из 40 человек, внедряя их в различные бруклинские предприятия, а также готовит группу техников для перехвата и записи телефонных переговоров. Особое задание Норрис даёт молодому амбициозному выпускнику академии Питу Харрису (Даррен Макгейвин), который во время войны служил в армейской разведке. Пит должен под прикрытием внедриться в преступный синдикат, чтобы выявить его руководителей, а также узнать имена коррумпированных полицейских, которые работают на синдикат. В качестве первого шага Норрис поручает Питу установить контакт с Лил Поломбо, муж которой, как он полагает, был убит синдикатом. В качестве своего напарника и помощника Пит просит назначить своего друга по академии Джесса Джонсона (Брайан Г. Хаттон). Вечером Пит вместе со своей любимой женой Джейн (Пегги Маккей) принимает Джесса у себя дома. Оставшись с Джессом наедине, Пит говорит ему, что пойдёт в отношениях с Лил на всё, чтобы добиться выполнения задания.
На следующий день Пит переезжает в арендованную квартиру, расположенную поблизости с автопарковкой Поломбо. Затем он отправляется в офис автопарковки, чтобы арендовать парковочное место, где знакомится с Лил. Вечером Пит приходит в местный бар, где выдаёт себя за бизнесмена, который только что переехал в Бруклин из Калифорнии. У бармена (Майкл Гарт) он пытается выяснить, как можно сделать ставку на скачках, однако тот хранит молчание. Заметив, как в бар заходят Лил вместе с Руди, Пит подсаживается к ним за столик. Чтобы завоевать их доверие, Пит говорит, что вырос в этом районе и шестом классе даже учился вместе с Лил. Хотя Лил не узнаёт его, однако его школьные воспоминания убеждают её. Бармен слышит этот разговор, после чего решает, что Питу можно доверять, и объясняет ему, как попасть в ближайшую букмекерскую точку, расположенную в тайном помещении в парикмахерской. Пит даёт знак Джессу, и тот подходит к парикмахерской со служебного двора, устанавливая прослушивающее и записывающее оборудование в телефонный щит. Когда Джесс уже уходит из переулка, неожиданно появляется Финелли, однако полицейскому удаётся убежать. После установки прослушки Норрис даёт указание немедленно провести реорганизацию в рядах офицеров полиции, надеясь на то, что из полиции в синдикат пойдут звонки, по которым можно будет отследить коррумпированных офицеров. Вскоре коррумпированный полицейский, который выполнял функции контакта с Руди, тайно встречается с ним в бане, представляя ему своего преемника сержанта Бонни (Роберт Остерлох). На этой встрече Руди рассказывает Бонни о подозрительном человеке, который крутился в служебном дворе парикмахерской. Тем временем Джесс, после того, как его заметил Финелли, понимает, что ему небезопасно снова появляться во дворе парикмахерской, так как это грозит срывом всей операции. Пит, однако, уговаривает его отправиться за записью. Тем же вечером Пит приходит на свидание с Лил, и, при расставании они страстно целуются, договариваясь о встрече на следующий день. Затем Пит отвозит Джесса за плёнкой. Когда Джесс подходит к телефонному щиту, Бонни, который сидел в засаде, стреляет и убивает его. Пит выскакивает из машины и задерживает Бонни, после чего доставляет его к Норрису. На допросе Бонни отрицает, что берёт взятки, уверяя, что застрелил подозрительного, который хотел ограбить парикмахерскую. Однако Норрис разоблачает его, давая прослушать запись разговора, в котором Финелли называет Бонни своим новым контактом в полиции. Узнав, что он убил офицера полиции и под действием неминуемого разоблачения, Бонни выпрыгивает из окна и разбивается.
После гибели Джесса неистовый Пит решает взять инициативу в свои руки, не обращая внимания на указания Норриса. В букмекерской точке Пит намеренно расплачивается фальшивым чеком, после чего к нему домой является пара головорезов синдиката. Пит встречает их с пистолетом в руке и по телефону вызывает полицию. В этот момент бандиты с помощью телефонного шнура сбивают его с ног и вырываются на улицу, где а автомобиле их поджидает Руди. С его помощью бандитам удаётся схватить Пита, и они начинают жестоко избивать его. В этот момент подъезжает вызванный Питом наряд. Руди говорит, что это он вызвал полицейских, так как обнаружил на улице пьяного, после чего уезжает на своей машине вместе с бандитами. Пита доставляют в участок, где дежурный офицер, капитан П. Т. Уиллс (Эмиль Мейер), решив, что тот пьян, отправляет его проспаться в камеру. Тем временем Лил дома ожидает Пита, который вчера назначил ей свидание. Когда он так и не появляется, она звонит ему домой, однако с его телефонного аппарата во время драки слетела трубка. Так и не дозвонившись, Лил приезжает к Питу домой, где видит последствия драки. Когда она кладёт трубку на место, раздаётся звонок от Джейн, которая хочет поговорить с мужем. Крайне раздосадованная тем, что Пит не сказал ей, что женат, Лил бросает трубку, а затем в телефонной книге находит настоящий адрес Пита. Когда Лил собирается уходить, она сталкивается в дверях с квартирной хозяйкой, которая сообщает ей, что видела драку и как полиция забрала Пита в тюрьму. Решая всё-таки помочь Питу, Лил приезжает к Джейн, сообщая ей, что Пит оказался в тюрьме и что ему нужна помощь. Затем Лил приходит в бар, где с горя напивается и рассказывает Руди, что Пит обманывал их. Руди по телефону немедленно предупреждает об этом Уиллса, который, как выясняется, работает на синдикат. По своим каналам Уиллс устанавливает, что Пит является офицером полиции. Уиллс сообщает об этом Руди, который по указанию своего начальства посылает двух человек установить микрофон в квартире Пита. Тем временем Пита освобождают, и он возвращается домой, где Джейн обвиняет его в смерти Джесса и в измене с Лил. Пит пытается связаться с Норрисом, чтобы сообщить ему о произошедшем, однако бандиты устраивают так, что Пит заключает, что телефон испорчен. Пит уведомляет об этом отдел обслуживания телефонной компании, и этот звонок перехватывают подручные Руди. Вскоре один из них в форме телефонного мастера заменяет телефонный аппарат в квартире Пита на новый, в который вмонтировано взрывное устройство. После ухода «мастера» Руди звонит Питу домой. Когда Джейн снимает трубку, происходит взрыв, и она гибнет на месте, при этом Пит остается цел.
Доведённый до бешенства Пит врывается в квартиру Лил. Под его давлением она вспоминает, что, когда была сильно пьяна, рассказала Руди, что Пит не тот человек, за кого себя выдаёт. Пит наконец понимает, что Руди работает на синдикат. Он приказывает Лил позвонить Руди и пригласить его к себе. Пит хочет сразу же расправиться с Руди, однако Лил уговаривает его позволить ей поговорить с бандитом. Руди приходит, рассчитывая на романтическое свидание, однако Лил с порога обвиняет его в смерти её мужа и в убийстве Джейн. Пит слышит, как Руди подтверждает, что работает на синдикат и свою связь с убийствами, после чего угрожает Лил, чтобы она держала язык за зубами. Затем он выходит на улицу и садится в свой фургон, не подозревая, что в грузовом отделении спрятался Пит. По дороге Руди забирает напуганного Уиллса, который потребовал срочной встречи с главой синдиката. К этому времени Норрис, заподозривший Уиллса в коррупции, уже организовал за ним слежку. Руди привозит Уиллса в прачечную, где расположена штаб-квартира синдиката, и знакомит его с главой синдиката Ральфом Эдмондсоном (Томас Браун Генри). Уиллс заявляет, что после нескольких убийств не желает продолжать работу и завтра собирается подать заявление об отставке из полиции. Эдмондсон напоминает Уиллсу, сколько тот уже получил денег от синдиката, и заявляет, что его организация с миллионными оборотами не будет мириться с самоволием Уиллса. Он настаивает, чтобы Уиллс продолжил работу, в противном случае угрожает убить его. В этот момент в цеху прачечной Руди задерживает Пита, который прокрался к кабинету Эдмондсона. Разоружив его, Руди приводит Пита к своему боссу, который приказывает убить Пита. В этот момент Уиллс берёт со стола пистолет и требует, чтобы Руди бросил оружие. Эдмондсон сзади хватает Уиллса за руки, после чего Руди разворачивается и убивает Уиллса. В этот момент Пит вырывается и убегает по лестнице. Руди стреляет ему вслед, а затем начинает преследование в цехе. Раненому Питу удаётся спрятаться среди оборудования, после чего он дотягивается до брошенного пистолета, из которого стреляет в Руди. В этот момент в здание прачечной входит полиция. Пита отправляют в больницу. 
Арест Эдмондсона приводит к разгрому всего синдиката. Лил навещает Пита в больнице, сообщая, что продаёт свой бизнес и уезжает из города. Они тепло прощаются, хотя Питу и грустно с ней расставаться.

## В ролях
- Даррен Макгейвин — Пит Харрис
- Маргарет Хейз — Лил Поломбо, урождённая Александер
- Уоррен Стивенс — Руди Франклин
- Пегги Маккей — миссис Джейн Харрис
- Тол Эйвери — окружной прокурор Майкл В. Норрис
- Эмиль Мейер — капитан полиции Т. В. Уиллс
- Нестор Пайва — Финелли
- Брайан Г. Хаттон — Джесс Джонсон
- Роберт Остерлох — детектив, сержант Бонни
- Джо Тёркел — подручный Монте
- Бобби Холмс — вокалист (играет самого себя)

## Создатели фильма и исполнители главных ролей
Как отмечает историк кино Ричард Харланд Смит, хотя этот фильм был «очевидным продуктом своего времени», он тем не мене был «нетипичным проектом для студии Morningside Productions, которую основали Чарльз Х. Шнеер (англ.  Charles H. Schneer) и его партнёр, пионер в области киномультипликации Рэй Харрихаузен». Начиная с фантастического фильма «Это прибыло со дна моря» (1955), Шнеер и Харрихаузен «специализировались на чудовищах огромных размеров и вторжении инопланетян, разрушающих пробковые города», после чего стали делать основанные на мифах приключенческие фильмы, такие как «Седьмое путешествие Синдбада» (1958) и «Ясон и аргонавты» (1963). По словам Смита, поскольку работа над анимационной частью фильмов занимала у Харрихаузена очень много времени, Шнеер успел втиснуть между ними этот полицейский фильм.
Сценарий фильма написал голливудский автор Бернард Гордон, имя которого было внесено в Голливудский чёрный список, и потому он выступал под именем Рэймонд Т. Маркус. Комитет Палаты представителей по расследованию антиамериканской деятельности вызвал Гордона в суд, однако так и не пригласил для дачи показаний. Голливудский сценарист и продюсер Уильям Алланд (англ.  William Alland) назвал Гордона «симпатизирующим коммунистам», после чего тот был внесён в черный список. После непродолжительной работы за пределами Голливуда в качестве торговца пластиком Гордон принял предложение Шнеера написать под псевдонимом сценарий для Morningside. Позже Гордон уехал в Европу, где написал сценарии таких зарубежных фильмов, как «55 дней в Пекине» (1963) и «Битва в Арденнах» (1965). В 1997 году имя Гордона было восстановлено у тех его работ, которые были вынуждено выполнены под псевдонимам. Два года спустя Гордон раскритиковал Академию кинематографических искусств и наук за присуждение почетного «Оскара» Элие Казану, который давал показания на коллег на слушаниях Комитета по расследованию антиамериканской деятельности.
Режиссер Пол Уэндкос перед этой картиной дебютировал с фильмом нуар «Взломщик» (1957). Позднее он поставил такие картины, как «Гиджет» (1959), «Лицо беглеца» (1959), «Ангельское дитя» (1961) и «Специальная доставка» (1976), а также много работал на телевидении.
Даррен Макгейвин начал свою более чем пятидесятилетнюю экранную карьеру с роли без указания в титрах в фильме Чарльза Видора «Песня на память» (1945). Позднее он произвел яркое впечатление как шумный, но безобидный американский турист в фильме Дэвида Лина «Лето» (1955), а также как наркоман, дружба с которым чревата неприятностями для главного героя (Фрэнк Синатра), в фильме «Человек с золотой рукой» (1955). Как далее пишет Смит, судьба Макгейвина была фактически решена в 1951 году, когда телекомпания Columbia Broadcasting Company пригласила его на замену Ричарду Карлайлу в качестве звезды телесериала «Криминальный фотограф» (1951—1952). Позднее Макгейвин был Майком Хаммером, крутым частным сыщиком в телесериале «Майк Хаммер» (1958—1959), созданном по мотивам произведений Микки Спиллейна. Десять лет спустя Макгейвин сыграл ещё одного уставшего от мира сыщика, в телесериале NBC «Аутсайдер» (1968—1969). Однако, по мнению Смита, «сегодня Макгейвина в основном помнят по роли словоохотливого чикагского журналиста Карла Колчака, который описывал паранормальные явления всех мастей в высокорейтинговых телефильмах „Ночной сталкер“(1972) и „Ночной душитель“ (1973), а также в телесериале NBC „Колчак: Ночной охотник“ (1974—1975)».

## История создания фильма
Как написал Ричард Харланд Смит, эта картина относится к серии криминальных фильмов, созданных под влиянием исторических слушаний Специального подкомитета Сената по расследованию преступлений в торговле между штатами, который возглавлял сенатор-демократ от штата Кентукки К. Эстес Кефовер. В 1950—1951 году этот подкомитет провёл множество выездных судебных заседаний по всей стране, на которые в качестве ответчиков вызывались криминальные главари и их подручные. Эти заседания транслировались по телевидению, дав мощный толчок разоблачению организованной преступности в США. Как отмечает Смит, слушания породили художественные фильмы от грандиозного «В порту» (1954) Элии Казана до нелепого «Чикагский синдикат» (1955) Фреда Ф. Сирса.
В основу сценария фильма была положена разоблачительная статья из журнала True «Я раскрыл бруклинский скандал со взяточничеством», которую написал журналист Эд Рид. По словам Смита, в отличие от других фильмов о мафии того периода в центре внимания этой картины находятся не гангстеры, а коррумпированные полицейские.
Хотя в мае 1957 года в «Голливуд Репортер» утверждалось, что совместно с Дэниелем Улльманом историю для фильма написал Гарри Эссекс (англ.  Harry Essex), вклад Эссекса в окончательный вариант не известен. Согласно современным данным, сценарий фильма написал Бернард Гордон (англ.  Bernard Gordon ), который по причине включения в Голливудский чёрный список был вынужден использовать псевдоним Рэймонд Т. Маркус (англ.  Raymond T. Marcus). Позднее имя Гордона в титрах было восстановлено, также как и имя его соавтора Джулиана Зимета (англ.  Julian Zimet).
Окружной прокурор Майкл В. Норрис периодически ведёт закадровое повествование в фильме.
Сцена, в которой Гас Поломбо разбивается на грузовике, взята из фильма «Воровское шоссе» (1949).
Фильм находился в производстве с 4 по 17 декабря 1957 года и вышел на экраны в июне 1958 года.

## Оценка фильма критикой
Рачард Харланд Смит обращает внимание, что фильм использует историю с внедрённым человеком, что имеет многолетнюю традицию в криминальных драмах от «Белой горячки» (1949) Рауля Уолша до «Отступников» (2006) Мартина Скорцезе. Фильм также использует правдоподобный стиль повествования в духе «Обнажённого города» (1948) и некоторые сюжетные моменты, позаимствованные из «Сильной жары» (1953) Фрица Ланга.
Как отмечается в электронной энциклопедии нуара Noirish, фильм начинается как «прекрасный, серьёзный полицейский процедурал с сильным влиянием нуара», однако приблизительно с середины, когда Лил узнаёт, кто такой Пит, «фильм действительно набирает серьёзные нуарные обороты». По мнению критика, «в первой половине фильма нет абсолютно ничего плохого — она очень хорошо сделана, и повествование в ней великолепно, — но она вряд ли выделяется среди множества других фильмов с такими же достоинствами. Однако, начиная с середины, он стоит рядом с лучшими образцами фильма нуар». Как отмечено в энциклопедии, «режиссер Уэндкос самым похвальным образом усиливает напряженность. И мы не должны забывать об операторской работе Джекмана. Независимо от того, думал ли Уэндкос о том, что снимает фильм нуар, Джекман, безусловно, был более чем осведомлён о стиле нуара и хотел запечатлеть его в этом фильме».
В статье также обращено внимание на «интересную дихотомию между Питом, который является одним из хороших парней, но бессердечно эксплуатирует эмоции Лил, и очаровательным Руди, который совершенно безжалостно эксплуатирует своих собратьев, но который искренне сочувствует Лил и принимает её интересы близко к сердцу». Рецензент также отмечает актёрскую работу Хейз, которая «великолепна в своем изображении Лил, вдруг осознающей, что мужчина, которому она была готова отдать и своё сердце, и место в своей постели, женат на женщине, которая явно любит его». Как далее отмечает автор статьи, Хейс «замечательная актриса, играющая благородную личность», однако она озадачивает, когда «вскоре после смерти её мужа подумывает о том, чтобы лечь в постель с каким-нибудь случайным парнем на втором свидании».